# 丰镇市
丰镇市是中华人民共和国内蒙古自治区的一个县级市，由乌兰察布市代管。位于内蒙古中南部，河北、山西、内蒙古三省区交界处。市人民政府駐新区迎宾大街56号。

## 历史
清雍正十三年（1735年），在新平堡长城以外的高庙子村（今兴和县境内）设立丰川卫，在得胜堡长城以外的衙门口村（今丰镇市城关镇）设立镇宁所，隶属大朔理事通判管辖。乾隆十五年（1750年），废除卫所，改设直隶厅，厅的名称取“丰川卫”的“丰”和“镇宁所”的“镇”字，称丰镇厅，厅治设在衙门口村。此為“丰镇”地名之始。

中華民國時期，豐鎮市屬綏遠特別區、綏遠省管轄

民国元年（1912年），丰镇厅改为丰镇县，隶属綏遠特別區，後為綏遠省。
1948年9月解放軍佔領丰镇，在丰镇县城设立丰镇市，县、市直属绥蒙政府管辖。1949年丰镇市撤销。
中华人民共和国建立后，丰镇县属绥远省集宁专员公署所辖，1954年归平地泉行政区管辖。1958年归乌兰察布盟管辖。
1990年11月15日，经国务院批准丰镇撤县设市，县级丰镇市仍属乌兰察布盟。
2003年12月1日，经国务院批准，丰镇市由内蒙古自治区直辖，由乌兰察布市代管。

## 行政区划
丰镇市下辖5个街道办事处、5个镇、3个乡：
新城区街道、旧城区街道、北城区街道、工业区街道、南城区街道、隆盛庄镇、黑土台镇、红砂坝镇、巨宝庄镇、三义泉镇、浑源窑乡、元山子乡和官屯堡乡。

## 人口
根据全国第七次人口普查数据显示，截至2020年11月1日零时，丰镇市常住人口195229人。

## 交通
- 铁路：京包铁路（北京－包头）丰镇站、乌大高速铁路丰镇北站
- 公路： 二广高速、 208国道、 102省道、 204省道

## 文化
該地幾乎全為山西走西口移民後代，故文化上接近晉北，受大同等地影響。

### 方言
丰镇市境内的汉语方言主要属于晋语张呼片。

## 美食

### 地方特产
丰镇市境内的地方特产主要为丰镇月饼。